# ارنی یانگ
ارنی یانگ (انگلیسی: Ernie Young؛ زادهٔ ۸ ژوئیهٔ ۱۹۶۹) بازیکن بیس‌بال اهل ایالات متحده آمریکا بود.
وی در مسابقات کشوری و بین‌المللی در مجموع برندهٔ ۱ مدال طلا شده‌است.